# Adonisea rubiginosa
Adonisea rubiginosa là một loài bướm đêm trong họ Noctuidae.